# Publio Settimio Geta (console 203)
Publio Settimio Geta (latino: Publius Septimius Geta; Leptis Magna, ... – ...; fl. 170-203) fu un senatore, comandante militare e console dell'Impero romano.

## Biografia
Geta nacque a Leptis Magna, nella provincia d'Africa; era fratello di Settimio Severo, che in seguito sarebbe divenuto imperatore (193-211), anche se non è noto se fosse il fratello maggiore o minore.
Geta fu decemvir stlitibus iudicandis, tribunus militum della Legio II Augusta, questore nella provincia di Creta et Cyrene ed aedil cerialis. Nel 185 divenne legatus legionis della I Italica, poi fu proconsole di Sicilia (probabilmente intorno al 187/188) e poi legato della provincia di Lusitania (intorno al 188/189).
La sua carriera include un consolato suffetto, ottenuto probabilmente nel 191, e successivamente il governo della Mesia inferiore, ottenuta probabilmente per volere dell'imperatore Commodo. Il comando dell'esercito di quella provincia gli permise di aiutare il fratello quando questi prese le armi per conquistare la porpora e venne acclamato imperatore nell'aprile 193 dalle legioni della Pannonia superiore.
Il culmine della carriera politica di Geta fu la legatura della Dacia (194/195–?197) e il secondo consolato, ora ordinario, del 203.